# Едда Герінг
Едда Герінг (нім. Edda Göring; 2 червня 1938, Берлін, Третій Рейх — 21 грудня 2018, Мюнхен, Баварія, Німеччина) — єдина донька рейхсмаршала Германа Герінга і його дружини Еммі Зоннеман.

## Життєпис
Едда народилася за рік до початку Другої світової війни. Батько Едди отримав близько 628 тисяч повідомлень-привітань з приводу народження доньки.
В 1940 році журнал Der Stürmer опублікував версію про те, що Едда була зачата штучним шляхом. Розлючений Герінг вимагав  покарання для редактора журналу Юліуса Штрейхера. Партійний суддя Вальтер Бух заявив про готовність «зупинити цей хворий розум раз і назавжди», але Штрейхера врятував Гітлер. Штрейхера повністю позбавили всіх посад, однак він продовжив видання свого журналу у власному маєтку під Нюрнбергом.

Існувала версія про те, що Герінги назвали доньку на честь доньки Муссоліні, однак Еммі Герінг спростувала ці чутки. 4 листопада 1938 року Едду охрестили в маєтку Карінхалл біля Берліну. Хрещеним батьком дівчинки став Адольф Гітлер. 

Маленьку Едду журналіст Дуглас Рід у статті в журналі Life назвав «нацистською кронпринцесою». 1940 року командування люфтваффе профінансувало для Едди створення зменшеної копії палацу Фрідріха Великого Сан-Сусі. В маленькому палаці Едди розміром близько 50 метрів у довжину, 7 метрів у ширину та 3,5 метри у висоту був також маленький театр зі сценою.

Своє дитинство Едда провела в Карінхаллі. Ще будучи немовлям Герінг стала власницею багатьох художніх цінностей, в тому числі двох картин Кранаха-старшого: «Мадонна з немовлям» та «Купідон жаліється Венері». 
 В кінці війни Едда разом з матір'ю переїхала до Оберзальцбергу в Берхтесгаден. Вона навчалась у школі для дівчат. Згодом вступила до Мюнхенського університету, де вивчала право. Однак, пізніше вона вирішила змінити спеціальність на медицину. Цінні подарунки отримані Еддою в дитинстві були протягом п'ятнадцяти років в епіцентрі судових розглядів.

1949 року в Еммі виникли проблеми з правами власності на деякі цінності. Герінг заявила, що вони належать її 10-річній дочці. 

Едда працювала в медичній лабораторії. Вона часто відвідувала покровительку Гітлера Вініфред Вагнер, внук якої Готфрід згадував, як його тітка Фріделінд злилась, що Вініфред знову зв'язалась з Еддою та праворадикальними представниками Західної Німеччини. 

Згодом, Едда почала працювати в реабілітаційній клініці у Вісбадені і дбала про матір, яка померла 8 червня 1973 року. Впродовж п'яти років (у 1970-х роках) вона зустрічалась з репортером журналу Stern Гердом Гайдеманном. Гайдеманн купив яхту «Карін II», яка колись належала батьку Едди. Разом вони влаштовували на борту яхти світські вечори. Там згадували Гітлера і часи Третього Рейху, а почесними гостями виступали два нацистських генерали: Карл Вольф і Вільгельм Монке. 

Певний час Едда брала активну участь в суспільному і політичному житті. Однак, пізніше вона почала вести замкнутний спосіб життя. У одному зі своїх інтерв'ю в 1990-х роках Едда сказала про батька: 

Я його дуже любила. Було видно, як сильно він любив мене. Всі мої спогади про нього наповнені любов'ю і я не сприймаю його по-іншому… Він був хорошим батьком для мене. 

Уряд Західної Німеччини відмовив Едді у додатковій пенсії, яку отримували діти міністрів уряду старого німецького рейху. 

Едда Герінг померла 21 грудня 2018 року в Мюнхені і була таємно похована. Про її смерть стало відомо тільки у березні 2019 року.